# Casa Córdoba-Planàs
La casa Córdoba-Planàs o Can Mascaró és un edifici del barri del Guinardó de Barcelona, catalogat com a bé cultural d'interès local. Actualment, hi ha una escola per a disminuïts psíquics, dirigida pel doctor Córdoba.

## Història
Era una masia amb terres de conreu. Claudi Planàs i Armet, un ric industrial dedicat a l'ampliació de la xarxa de ferrocarrils el darrer terç del segle xix, era el propietari de la finca de Can Melis, actualment Centre Cívic del Guinardó, que anava del darrere de l'Hospital de Sant Pau fins a la muntanya, i el 1910 va fer construir una torre a la part alta de la seva propietat, sobre el turó de Melis, on moriria el 1914. A finals dels anys 1920, es convertí en l'Institut psicopedagògic del Dr. Córdoba, encara en funcionament.

## Arquitectura
És una casa de planta quadrada amb façana a quatre vents i teulats, també, a quatre vessants. La part alta de la façana principal està coronada per unes filigranes de pedra ondulades i altres elements decoratius de pedra. Les tres façanes restants formades per planta i tres pisos, són molt escaients i els finestrals són semblants als comentats. Té diverses xemeneies molt capricioses. Té quatre balconades i diversos finestrals amb arcs de pedra molt treballats.

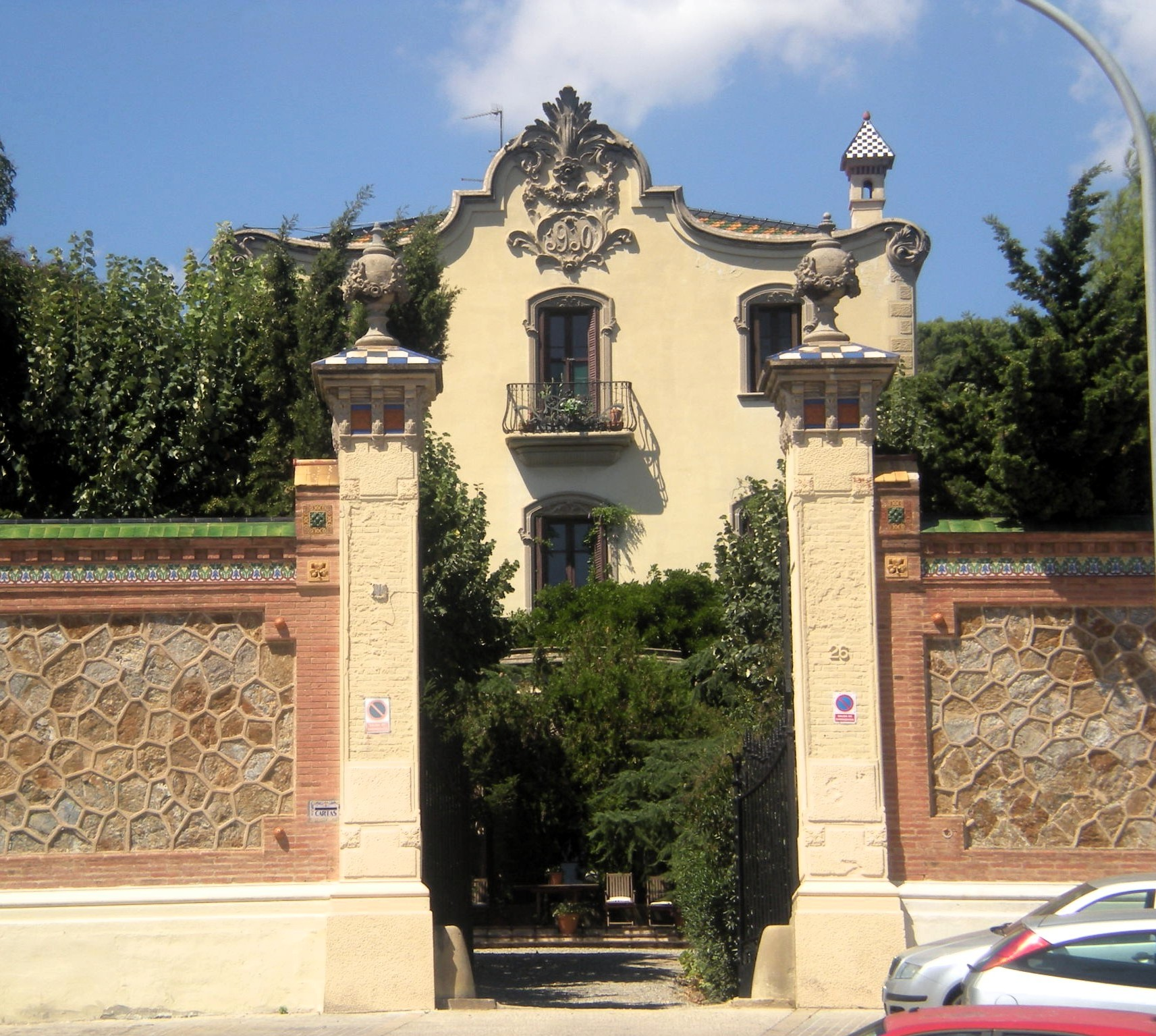
Can Mascaró des de l'entrada

L'accés es fa travessant una tribuna que sobresurt al bell mig del portal. La residència està rodejada de jardins i plantacions, i, a la part més alta d'un petit pujol enlairat, gaudeix d'una panoràmica sobre el pla de Barcelona.